# مولي نيلسون
مولي نيلسون (بالسويدية: Molly Nilsson)‏ هي عازفة لوحة المفاتيح ومغنية مؤلفة ومنتجة أسطوانات سويدية، ولدت في 14 ديسمبر 1984 في ستوكهولم في السويد.

## روابط خارجية
- مولي نيلسون على موقع IMDb (الإنجليزية)
- مولي نيلسون على موقع ميوزك برينز (الإنجليزية)
- مولي نيلسون على موقع أول ميوزيك (الإنجليزية)
- مولي نيلسون على موقع ديسكوغز (الإنجليزية)